# Revoluções e intervenções na Hungria (1918–1920)
Houve um período de revoluções e intervenções na Hungria entre 1918 e 1920. A República Democrática Húngara foi fundada por Mihály Károlyi durante a Revolução dos Crisântemos em 1918. Em março de 1919, a República foi derrubada por outra revolução, e a República Húngara dos Conselhos (também conhecida como República Soviética Húngara) foi criada. Os conflitos não resolvidos levaram as guerras entre a Hungria e os seus Estados vizinhos (Reino da Romênia,  Reino dos Sérvios, Croatas e Eslovenos  e a expansão da Checoslováquia) em 1919. A República Soviética Húngara deixou de existir após a ocupação romena. O Tratado de Trianon em Versalhes esfriou os conflitos e os beneficiários por este evento seriam a Romênia, os recém-formados Estados da Checoslováquia e o Reino dos Sérvios, Croatas e Eslovenos.

## Antecedentes

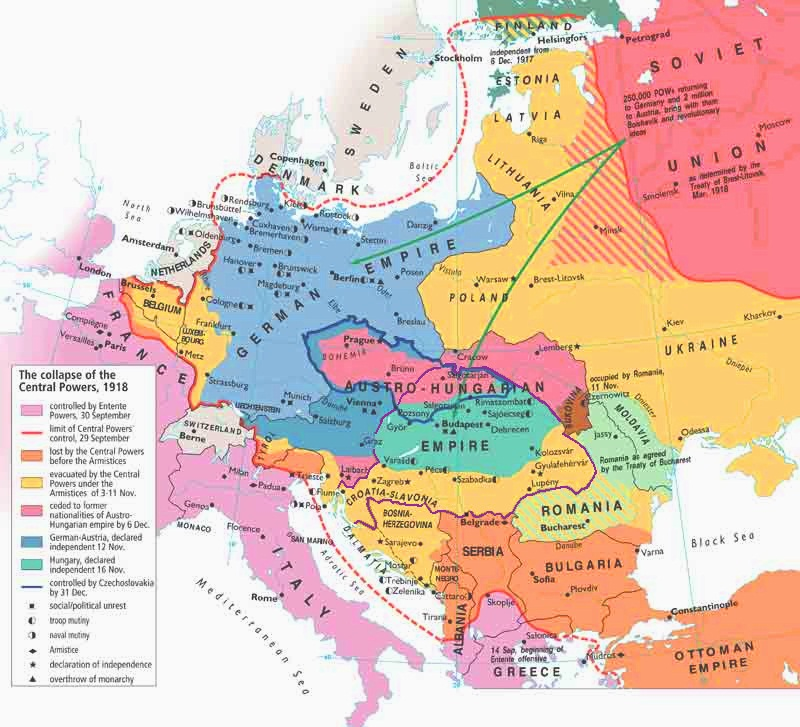
Colapso das Potências Centrais, 1918

Com a atmosfera volátil e politicamente instável da Europa Central nos anos entre-guerras, o estabelecimento de governos independentes do antigo Império Austro-Húngaro em novembro de 1918 seguiriam a luta para recuperar territórios do antigo império. No entanto, o presidente da República Democrática Húngara Mihály Károlyi renunciaria dentro de quatro meses (em 20 de março de 1919) em favor de Béla Kun, um pró-bolchevique que tinha sido enviado por Lênin, que rapidamente assumiria o poder estabelecendo uma ditadura.

## Conflitos militares

Operações aliadas na Hungria, maio-agosto de 1919

Durante a guerra, o Exército Vermelho Húngaro combateu em batalhas separadas contra as tropas da Checoslováquia e da Romênia, enquanto a França esteve altamente envolvida  diplomaticamente nos conflitos também. Em sua fase final, mais de 120.000 soldados em ambos os lados estavam envolvidos.
Apelando para os húngaros com promessas de recuperar os territórios perdidos até então para os países vizinhos dentro de uma semana de sua ascensão ao poder, Kun declarou guerra contra a Checoslováquia enquanto as forças húngaras invadiam a antiga província da Eslováquia em 20 de maio, capturando sul da Eslováquia dentro de semanas. Em face do avanço das tropas húngaras, os Aliados começaram a exercer pressão sobre o governo húngaro e dentro de três semanas, como as garantias de Kun do apoio russo não se materializaram, a Hungria foi forçada a retirar-se da Eslováquia após receber um ultimato da França, juntamente com uma garantia de que as forças romenas iriam se retirar de Tiszántúl.
Os romenos desconsideraram as garantias da liderança francesa e permaneceram na margem oriental do rio Tisza. O governo húngaro reivindicava a imposição da decisão dos Aliados sobre a Romênia, e vendo que as soluções diplomáticas não iriam obrigá-los, decidiu remover a ameaça definitivamente pela força militar. Os húngaros planejavam remover os romenos de Tiszántúl, destruir o exército romeno e até mesmo retomar a Transilvânia. No entanto, a ofensiva húngara foi derrotada pelo exército romeno, e apesar de todos os compromissos anteriores assumidos, acordos e garantias, os romenos atravessaram o rio Tisza e rapidamente avançaram em direção a Budapeste.
A capital húngara caiu em 4 de agosto, apenas três dias antes da fuga de Kun para Viena. A destruição da República Soviética Húngara e a ocupação romena de partes da própria Hungria, incluindo sua capital Budapeste em agosto de 1919, pôs fim à guerra. As tropas romenas retiraram-se da Hungria em março de 1920, após a apreensão de grandes quantidades de produtos provenientes da Hungria, os quais consideravam como reparações de guerra, enquanto a opinião húngara foi de que isto constituíram saques. 

## Consequências

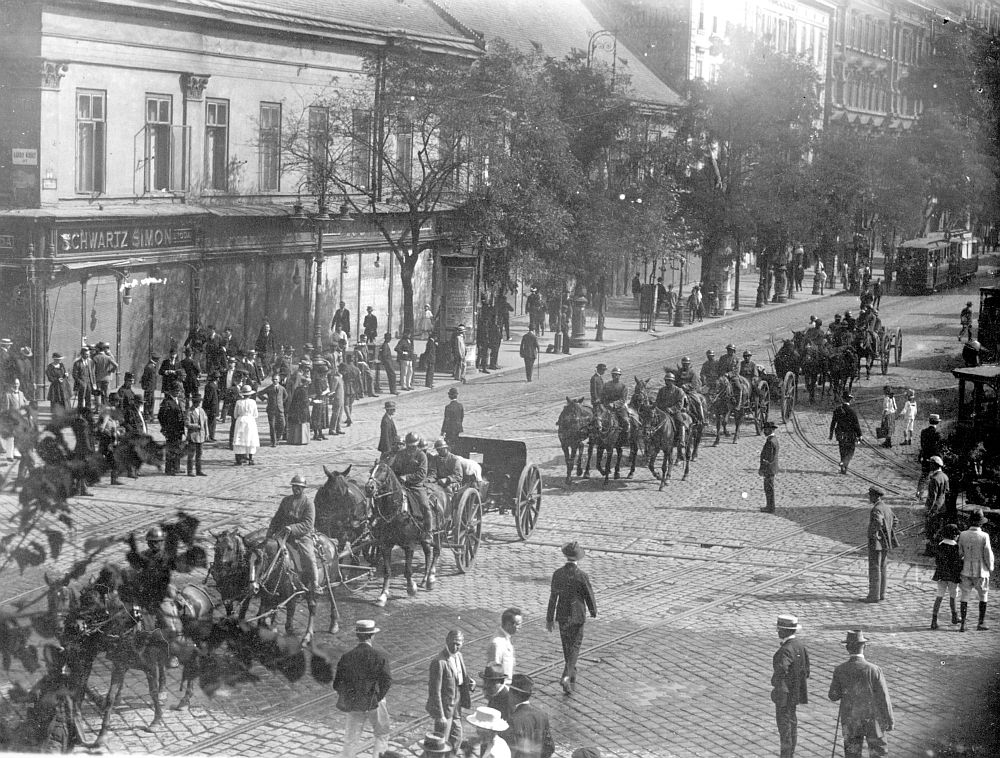
Artilharia romena marchando através de Budapeste

Devido à guerra húngaro-romena, o país foi totalmente derrotado. Em nome daquilo que consideraram reparações de guerra, os romenos reivindicaram a entrega de 50% do material circulante do país, 30 por cento do seu gado, vinte mil carros cheios de forragem e ainda tributaram o pagamento de suas despesas. No início de 1920, tomaram grande espólio, incluindo alimentos, caminhões, locomotivas e vagões, equipamentos de fábricas, até mesmo os telefones e máquinas de escrever do escritório do governo.  Os húngaros consideraram as apreensões romenas como saques.  A pilhagem romena durou quase seis meses.  Após a ocupação romena o "Terror Branco" por Horthy vingou o "Terror Vermelho" anterior. Os húngaros tiveram que ceder todos os materiais de guerra, exceto aquelas armas necessárias para as tropas sob o comando de Horthy.